# Camille Montgomery
Camille Montgomery (* 20. Jahrhundert in San Francisco, Kalifornien) ist eine US-amerikanische Schauspielerin in Film und Fernsehen.

## Leben und Karriere
Camille Montgomery wurde als Tochter eines Jazzgitarristen geboren. Im Alter von neun Jahren nahm sie ersten Schauspielunterricht und war in jungen Jahren bereits im Young Performer's Theatre zu sehen. Während der High-School- und der College-Zeit besuchte sie das Community Theatre und studierte anschließend an der British American Drama Academy mit dem Abschluss einer B.A. in Theatre Arts Performance. Nach ihrem Studium in Oxford verlagerte sie ihren Lebensmittelpunkt nach Los Angeles und ist seit dieser Zeit in Film und Fernsehen tätig.
Im Jahr 2010 spielte sie unter der Regie von Rene Perez ihre erste weibliche Hauptrolle in dem Independentfilm Django vs Zombies. Es folgten weitere Auftritte in Kurzfilmen, bevor sie 2014 in Giordany Orellanas Horrorfilm The Grotto zu sehen war. Weitere Rollen in Spielfilmen folgten 2016 in Bennie Woodells Drama Love Meet Hope und 2018 in David Del Rios Horrorfilm Sick for Toys. In dem mehrfach für den Oscar-nominierten und für Netflix von David Fincher produzierten und inszenierten Filmdrama Mank wurde sie in der Rolle der Carole Lombard besetzt.
Neben ihrer Arbeit für den Film ist sie auch als Schauspielerin für das Fernsehen tätig. 2022 spielte sie im Ensemble um Kathleen Robertson, Donald Sutherland, Thomas Dekker, Finn Jones und Diane Kruger in einer Episode der Dramaserie Swimming with Sharks.

## Filmografie (Auswahl)

### Filme
- 2010: Django vs Zombies (The Dead and the Damned)
- 2014: The Grotto
- 2015: And the Past Recedes
- 2016: Love Meet Hope
- 2018: Sick for Toys
- 2018: Heaven
- 2019: American Dreams
- 2020: As Long As I'm Famous
- 2020: Mank
- 2021: Before I'm Dead
- 2022: As Long As I'm Famous

### Fernsehen
- 2016: Sweet/Vicious (Fernsehserie, 1 Episode)
- 2017: Hey You, It's Me (Fernsehserie, 1 Episode)
- 2022: Swimming with Sharks (Fernsehserie, 1 Episode)

### Kurzfilme
- 2011: Two Tickets to Paradise
- 2011: Welcome to the Bathtub
- 2011: Natural Beauty
- 2011: Mud & Water
- 2011: Beyond the Wall
- 2012: Brief Case
- 2014: The Lines in Their Faces
- 2015: Blank Pages
- 2016: Möbius
- 2019: The Blackbird Interviews
- 2020: Pieces of Me
- 2021: Unprecedented Times